# Fessenden (Észak-Dakota)
Fessenden település az Amerikai Egyesült Államok Észak-Dakota államában, Wells megyében, melynek megyeszékhelye is. Lakosainak száma 462 fő (2020. április 1.).

## Népesség
A település népességének változása:

| 2010 | 479 |
| 2020 | 462 |